# Battling Siki
Battling Siki, właśc. Amadou M'Barick Fall (ur. 16 września 1897 w Saint-Louis, zm. 15 grudnia 1925 w Nowym Jorku) – senegalski bokser, zawodowy mistrz świata kategorii półciężkiej.
Urodził się w Senegalu, który był wówczas kolonią francuską. Jako nastolatek przeniósł się do Francji, gdzie w 1912 rozpoczął zawodowe uprawianie boksu. Podczas I wojny światowej walczył w armii francuskiej. Otrzymał Krzyż Wojenny i Médaille militaire.
Po zakończeniu działań wojennych podjął karierę pięściarską. W ciągu czterech lat wygrał 43 walki, ponosząc tylko jedną porażkę i dwukrotnie remisując. 23 września 1922 w Paryżu zmierzył się w walce o mistrzostwo świata wagi półciężkiej z obrońcą tytułu Georgesem Carpentierem. Carpentier był zdecydowanym faworytem, a dodatkowo walka była rzekomo ustawiona i Siki zgodził się ją przegrać. Obaj bokserzy byli liczeni w 3. rundzie, Siki w 4., a Carpentier w 5. rundzie. W 6. rundzie Carpentier został znokautowany. Sędzia początkowo ogłosił, że Siki został zdyskwalifikowany za faul, ale po protestach publiczności werdykt został zmieniony i Siki został nowym mistrzem świata.

Siki stał się ulubieńcem Paryża. Spędzał czas na przyjęciach i w nocnych klubach, Odbiło się to na jego przygotowaniu sportowym. 17 marca 1923 w Dublinie Mike McTigue wygrał z nim po 20 rundach na punkty, pozbawiając tytułu mistrzowskiego. 

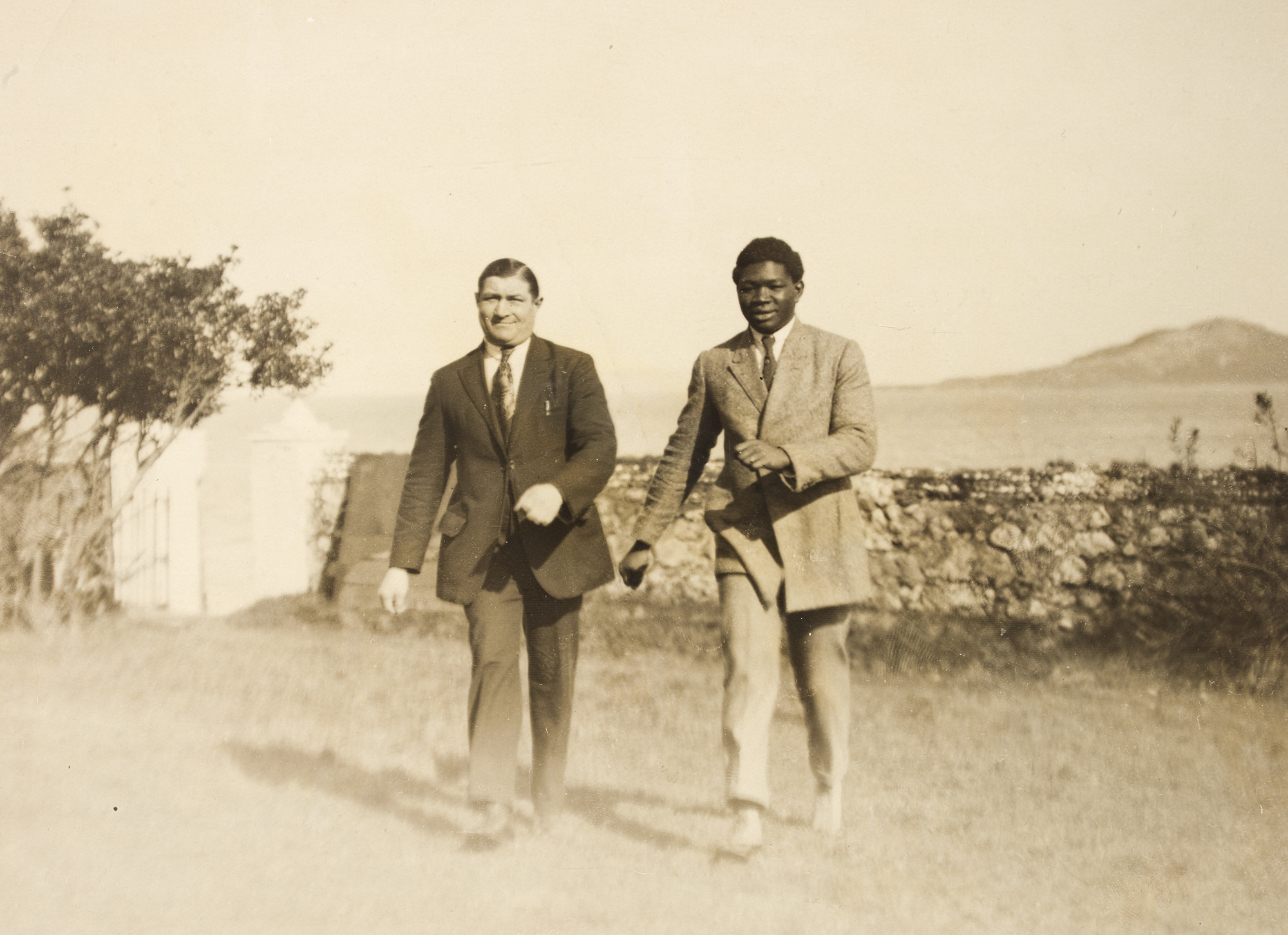
Siki i Eugene Stuber w Irlandii

W listopadzie 1923 Siki wyjechał do Stanów Zjednoczonych, gdzie walczył ze zmiennym szczęściem.

15 grudnia 1925 został zastrzelony dwoma strzałami w plecy w Nowym Jorku, w okolicach Hell’s Kitchen. W 1993 jego szczątki zostały przewiezione do Saint-Louis w Senegalu i tam złożone. 

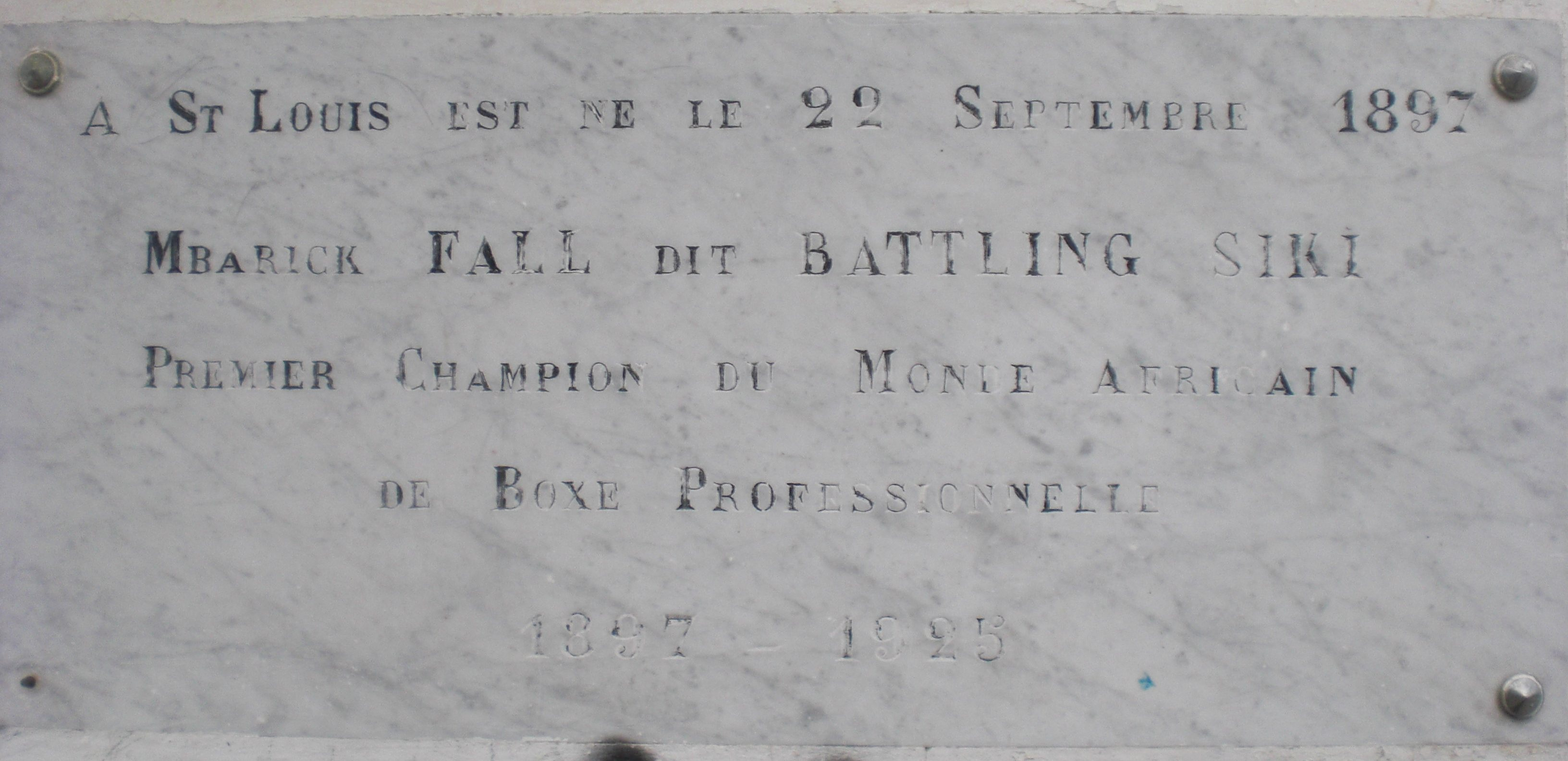
Tablica pamiątkowa w Saint-Louis

Battling Siki stoczył 92 walki, z których wygrał 61, przegrał 21, zremisował 5, a 5 było no decision.